# Haynes - Shockleyev eksperiment
V Haynes - Shockleyev eksperimentu v polprevodnik (recimo tipa n) vbrizgamo vrzeli, lahko s sunkom napetosti ali pa z laserskim pulzom. V našem primeru na polprevodnik na razdalji d priključimo elektrodi, na eni vbrizgamo vrzeli, z drugo pa opazujemo signal. Zanimajo nas gibljivost nosilcev električnega naboja, difuzijska konstanta in relaksacijski čas v polprevodniku, ki jih s tem poskusom lahko določimo. Problem bomo obravnavali v eni dimenziji. 
Najprej si pogledamo enačbe za tok vrzeli in elektronov:
{\displaystyle j_{e}=-\mu _{n}nE-D_{n}{\frac {\partial n}{\partial x}}}
{\displaystyle j_{p}=-\mu _{p}pE-D_{n}{\frac {\partial p}{\partial x}}}
kjer je {\displaystyle \mu =e\beta D} gibljivost, velja {\displaystyle v=\mu E}.
Velja tudi kontinuitetna enačba:
{\displaystyle {\frac {\partial n}{\partial t}}={\frac {-(n-n_{0})}{\tau _{n}}}-{\frac {\partial j_{e}}{\partial x}}}
{\displaystyle {\frac {\partial p}{\partial t}}={\frac {-(p-p_{0})}{\tau _{p}}}-{\frac {\partial j_{p}}{\partial x}}}
Upoštevamo, da se elektroni in vrzeli rekombinirajo z relaksacijskim čason {\displaystyle \tau }.
Definiramo {\displaystyle p_{1}=p-p_{0}} in {\displaystyle n_{1}=n-n_{0}} in sestavimo zgornje enačbe v:
{\displaystyle {\frac {\partial p_{1}}{\partial t}}=D_{p}{\frac {\partial ^{2}p_{1}}{\partial x^{2}}}-\mu _{p}p{\frac {\partial E}{\partial x}}-\mu _{p}E{\frac {\partial p_{1}}{\partial x}}-{\frac {p_{1}}{\tau _{p}}}}
{\displaystyle {\frac {\partial n_{1}}{\partial t}}=D_{n}{\frac {\partial ^{2}n_{1}}{\partial x^{2}}}+\mu _{n}n{\frac {\partial E}{\partial x}}+\mu _{n}E{\frac {\partial n_{1}}{\partial x}}-{\frac {n_{1}}{\tau _{n}}}}
Upoštevali smo, da sta {\displaystyle p_{0}} in {\displaystyle n_{0}} konstantna, zato odpadeta pri odvodu. 
Poglejmo si člen, v katerem nastopa gradient električnega polja. Laplaceova enačba nam pove:
{\displaystyle \rho =-\epsilon \epsilon _{0}{\frac {\partial ^{2}U}{\partial x^{2}}}=\epsilon \epsilon _{0}{\frac {\partial E}{\partial x}}}
{\displaystyle {\frac {\partial E}{\partial x}}={\frac {\rho }{\epsilon \epsilon _{0}}}={\frac {e_{0}((p-p_{0})-(n-n_{0}))}{\epsilon \epsilon _{0}}}}
Zdaj uvedemo {\displaystyle n_{2}=p_{1}+n_{1}} in {\displaystyle n_{3}=p_{1}-n_{1}<<n_{2}}. Gibalni enačbi lahko zapišem z uporabo novih spremenljivk:
{\displaystyle {\frac {\partial n_{2}}{\partial t}}=D_{p}{\frac {\partial ^{2}n_{2}}{\partial x^{2}}}-\mu _{p}p{\frac {\partial E}{\partial x}}-\mu _{p}E{\frac {\partial n_{2}}{\partial x}}-{\frac {n_{2}}{\tau _{p}}}}
{\displaystyle {\frac {\partial n_{2}}{\partial t}}=D_{n}{\frac {\partial ^{2}n_{2}}{\partial x^{2}}}+\mu _{n}n{\frac {\partial E}{\partial x}}+\mu _{n}E{\frac {\partial n_{2}}{\partial x}}-{\frac {n_{2}}{\tau _{n}}}}
Vidimo, da sta zgornji enačbi sklopljeni, saj v njiju nastopajo enake količine, razlikujejo pa se konstante. Zdaj ju bomo
združili v eno enačbo:
{\displaystyle {\frac {\partial n_{2}}{\partial t}}=D^{*}{\frac {\partial ^{2}n_{2}}{\partial x^{2}}}+\mu ^{*}E{\frac {\partial n_{2}}{\partial x}}-{\frac {n_{2}}{\tau ^{*}}},}
kjer so {\displaystyle D^{*}={\frac {D_{n}D_{p}(p+n)}{pD_{p}+nD_{n}}}}, {\displaystyle \mu ^{*}={\frac {\mu _{n}\mu _{p}(p-n)}{p\mu _{p}+n\mu _{n}}}} in 
{\displaystyle {\frac {1}{\tau ^{*}}}={\frac {p\mu _{p}\tau _{p}+n\mu _{n}\tau _{n}}{\tau _{p}\tau _{n}(p\mu _{p}+n\mu _{n})}}.}
Če predpostavimo, da je n>>p oziroma {\displaystyle p\rightarrow 0} (kar je seveda res v polprevodniku, v katerega smo vbrizgali samo 
nekaj vrzeli, ostalo so pa elektroni), vidimo, da {\displaystyle D^{*}\rightarrow D_{p}}, {\displaystyle \mu ^{*}\rightarrow \mu _{p}} in 
{\displaystyle {\frac {1}{\tau ^{*}}}\rightarrow {\frac {1}{\tau _{p}}}}. Vidimo, da se vrzeli takoj zasenčijo z elektroni, torej se polprevodnik
obnaša, kot da po njem potuje samo oblak vrzeli. 
Enačbo za gibljivost zdaj lahko rešimo in dobimo zvezo:
{\displaystyle n_{2}(x,t)=A{\frac {1}{\sqrt {4\pi D^{*}t}}}e^{-t/\tau ^{*}}e^{-{\frac {(x+\mu ^{*}Et-x_{0})^{2}}{4D^{*}t}}}}
To lahko interpretiramo takole: ob začetnem sunku napetosti ali laserskem pulzu se ustvarijo vrzeli v obliki delta funkcije. Vrzeli potem začnejo potovati proti elektrodi, kjer jih zaznamo. Signal na drugi elektrodi ima torej obliko 
Gaussove krivulje. 
Parametre {\displaystyle \mu ,D} in {\displaystyle \tau } določimo iz oblike krivulje in količin {\displaystyle t_{0}}, ki je čas, ki ga vrh sunka porabi do druge 
elektrode in {\displaystyle \delta t}, ki je širina sunka ob času {\displaystyle t_{0}}.
{\displaystyle \mu ^{*}={\frac {d}{Et_{0}}}}
{\displaystyle D^{*}=(\mu ^{*}E)^{2}{\frac {(\delta t)^{2}}{16t_{0}}}}